# نازک‌سرا
روستای نازکسرا
استان گیلان 
شهرستان استانه اشرفیه ،بخش مرکزی

سال‌بنیاد= دوران کهن 
جمعیت= 427 نفر (سرشماری سال 99 )
زبان= گیلکی

مشاغل عمده:کشاورزی،دامداری،کارگری،کارمندی،معلمی،صیادی،
حصیربافی وصنایع دستی،رانندگی،چوب بری،صنعت گری
مساحت= 4.50km کیلومترمربع

میانگین‌دما 
حداقل دما ۳۶+ درجه سانتیگراد 
حداقل دما ۲+ درجه سانتیگراد
میانگین‌بارش‌سالانه ۳۸۸.۷ میلیمتر در سال ۱۴۰۰
جمله‌خوشامد>:به روستای سرسبز نازکسرا خوش امدید
اماکن متبرکه: بقعه متبرکه امامزاده پیر محمد 
و مزار شهدای جنگ ۸ ساله ایران و عراق
برداشت سالانه برنج و بادام زمینی در این روستا سالانه بین 150 الی 170 تن برداشت میشود.

## جمعیت
این روستا در دهستان گورکا قرار دارد و براساس سرشماری مرکز آمار ایران در سال ۱۳۸۵، جمعیت آن ۴۳۹ نفر (۱۳۳خانوار) بوده‌است.